# Onkisaari (ö i Norra Savolax, Kuopio, lat 62,87, long 28,12)
Onkisaari är en ö i Finland. Den ligger i sjön Riistavesi och i kommunen Kuopio i den ekonomiska regionen  Kuopio ekonomiska region  och landskapet Norra Savolax, i den centrala delen av landet, 300 km nordost om huvudstaden Helsingfors. Öns största längd är 1,2 kilometer i öst-västlig riktning.